# Áfonya (keresztnév)
Az Áfonya magyar eredetű női név, jelentése: áfonya.

## Gyakorisága
Az újszülötteknek adott nevek körében az 1990-es évekbeni előfordulásáról nincs adat. 2001-től szerepel az adományozható női keresztnevek között. A 2000-es és a 2010-es években sem szerepelt a 100 leggyakrabban adott női név között.
A teljes népességre vonatkozóan az Áfonya sem a 2000-es, sem a 2010-es években nem szerepelt a 100 leggyakrabban viselt női név között.

## Névnapok
Január 18.

## Híres Áfonyák
- Nagy Judit Áfonya - költő, író, újságíró